# A. C. Gilbert Company
A A. C. Gilbert, fundada em 1909 em New Haven, Connecticut, por Alfred Carlton Gilbert, foi uma fábrica de brinquedos Norte americana, e uma das maiores fábricas de brinquedo do mundo.
Ela ficou muito conhecida por introduzir no mercado, o "Erector Set", um brinquedo de construção semelhante ao Meccano.

## Histórico
A Gilbert, fabricou uma ampla gama de produtos ao longo dos anos, desde kits para mágica, passando por kits de química, microscópios, telescópios. Em 1938, a Gilbert comprou a American Flyer e iniciou a produção de sua própria linha de ferromodelismo na bitola de pista da escala O (tecnicamente era a "escala O27"). Na mesma época, a Gilbert introduziu uma linha de trens na escala HO, comercializados sob a marca "Gilbert HO".
A Gilbert foi a maior empregadora de New Haven entre as décadas de 1930  e 1950, quando expandiu suas atividades para o ramo de eletrodomésticos, chegando a empregar mais de 5.000 pessoas. Depois da morte de seu fundador em 1961, a família de Alfred Carlton Gilbert, vendeu suas ações, e a Gilbert nunca mais teve o mesmo desempenho sob a nova direção (de  Jack Wrather) e começou a enfrentar problemas.
Em 1965, a Gilbert, produziu um conjunto de itens baseado no filme James Bond, incluindo figuras de personagens, um carro de autorama com base no Aston Martin DB5, e uma pista completa com várias curvas, pontes, subidas e descidas, um diorama completo, na mesma linha do conjunto All Aboard para trens.
Devido aos problemas na administração, em 1967, a Gilbert estava fora do  mercado e encerrou as atividades. A linha de produção dos kits "Erector" foi vendida para a Gabriel Industries, e a American Flyer foi vendida para a Lionel Corporation.